# Gianni Travaglini
Gianni Travaglini, detto er Capoccione (Roma, 8 luglio 1943), è un criminale italiano, appartenente all'organizzazione malavitosa romana detta Banda della Magliana.

## Biografia
Operativo all'interno del gruppo criminale del boss Nicolino Selis che agiva nelle zone a sud della capitale, per conto del Sardo, Travaglini gestiva i traffici legati all'usura e al riciclo dei soldi provenienti dalle attività illecite della sua organizzazione.
Gestore di un'attività di commercio d'auto, una volta diventate più floride le situazioni economiche del gruppo di Selis, ebbe immediatamente un notevole incremento grazie ai prestiti e agli acquisti di auto dei componenti della banda di cui divenne il fornitore ufficiale. Per conto della banda, infatti, forniva l'assistenza logistica delle auto per i familiari dei detenuti e le macchine blindate utilizzate all'occorrenza per le varie attività illecite, garantendo così possibilità di movimento e riducendo i pericoli di controllo e di individuazione, in quanto non effettuava i passaggi di proprietà. Inoltre, disponendo di autorimessa, occultava talvolta mezzi predisposti o utilizzati per le operazioni.
Secondo il pentito Sicilia, Travaglini, forniva le sue vetture anche a gruppi di estremisti di destra da cui riceveva anche soldi che poi retribuiva con interessi mensili pari al 10%. Gli accertamenti della Squadra Mobile di Roma, all'epoca dell'arresto di Calò, provarono che Travaglini era in effetti in rapporti con il neofascista Guido Cercola e con il gruppo nel quale questi era inserito.